# Il ciclo dell'odio
Il ciclo dell'odio è il primo romanzo, scritto da Keith R. A. DeCandido, basato sull'universo di Warcraft che usa il nome "World of Warcraft". Gli eventi narrati sono collocati tra la fine di Warcraft III: The Frozen Throne e l'inizio di World of Warcraft.

## Trama
Dopo la sconfitta della Legione Infuocata durante la battaglia del Monte Hyjal, gli orchi guidati da Thrall si sono stabiliti nella regione di Durotar mentre gli umani guidati da Jaina Proudmoore hanno costruito la città di Theramore negli Acquitrini di Dustwallow. Grazie all'amicizia fra i due capi, i due popoli convivono in una fragile pace.
Dopo una serie di attacchi immotivati ad entrambe le nazioni, la tensione comincia a crescere. Jaina incontra quasi per caso la leggendaria maga Aegwynn, ed assieme scopriranno che un demone, Zmodlor, ha fondato una setta chiamata "Lama Infuocata" e sta cercando di riaccendere l'odio tra i due popoli. Jaina e Thrall devono impedire che l'antico odio fra le due razze riemerga, se vogliono salvare Kalimdor da una nuova e devastante guerra.

## Personaggi
- Jaina Proudmoore, arcimaga e sovrana della nazione di Theramore;
- Thrall, capo degli orchi di Durotar;
- Aegwynn, penultima Guardiana di Tirisfal;
- Lorena, Colonnello di Jaina;
- Zmodlor, demone minore e capo della Lama Infuocata;

### Personaggi secondari
- Kristoff, ciambellano di Jaina e membro della Lama Infuocata;
- Duree, anziana vedova segretaria di Jaina;
- Davin, comandante delle forze umane a Northwatch Hold, nelle Terre Aride;
- Strov, uno degli uomini più fidati del Colonnello Lorena;
- Kalthar, sciamano e consigliere di Thrall;
- Burx, guerriero orco membro della Lama Infuocata;

## Edizioni
- Keith R. A. DeCandido, World of Warcraft: Il ciclo dell'odio, Panini, 2010,  p. 198, ISBN 978-88-6346-592-1.
- Keith R. A. DeCandido, World of Warcraft : Il ciclo dell'odio, collana Panini Comics MIX, Modena, Panini, 2014,  p. 195, ISBN 9788863465921.